# Banif
Banif, acrónimo de Banco de Inversiones y Finanzas, fue una entidad financiera española perteneciente al Grupo Santander dedicado al ámbito de la banca privada que operó entre 1962 y 2013. Debido a la absorción de Banesto y Banif realizada por Banco Santander en 2013, Banif desapareció y la división de banca privada de Banco Santander pasó a operar bajo la marca Santander Private Banking.

## Historia
Banif fue constituido en 1962 con el nombre Banco de Inversiones y Finanzas. En 1974, fue adquirido por Banco Hispano Americano. En 1989 Banif se convirtió en Banco Banif de Gestión Privada. Tras la fusión de éste, en 1991, pasó a formar parte del Grupo BCH. En 1993 el Banco Central Hispano Americano llegó a un acuerdo con Banco Comercial Portugués para el lanzamiento de un banco de Gestión Integral de Patrimonios: Banco Banif Banqueros Personales. Tras la fusión de Banco Santander y Banco Central Hispano, se decidió fusionar las unidades de banca privada de cada una de las entidades en una sola: Banco BSN BANIF. La entidad pasó a adoptar la marca Banif en el año 2002.
El 17 de diciembre de 2012, Banco Santander anunció que absorbería a sus filiales Banesto y Banif. Tras la integración, que concluyó en mayo de 2013, las marcas Banesto y la de su división de banca privada desaparecerían y pasarían a operar bajo la del Grupo Santander. Así, a partir de mayo de 2013, debido a la absorción de Banesto y Banif realizada por Banco Santander, Banif desapareció y la división de banca privada de Banco Santander pasó a operar bajo la marca Santander Private Banking.

## Administración
- Presidente: Alfredo Sáenz
- Vicepresidente 1º: Emilio Novela
- Vicepresidente 2º: Rodrigo Echenique
- Consejero Delegado: Eduardo Suárez Álvarez Novoa